# Getuigschrift Pedagogische Bekwaamheid
De opleiding tot het Getuigschrift Pedagogische Bekwaamheid, kortweg GPB-opleiding, was in Vlaanderen een opleiding in het volwassenenonderwijs waarmee voornamelijk technisch geschoolde personen een onderwijsbevoegdheid konden verwerven. De vroegere courante benaming D-cursus ligt nog altijd bij de mensen op de tong.

Vanaf het schooljaar 2007-2008 kunnen de studenten na een masteropleiding een eenjarige Specifieke Lerarenopleiding volgen.
Sinds academiejaar 2019-2020 kunnen studenten, die reeds een hoger diploma behaald hebben, zich bijscholen tot een educatief graduaat of een educatieve bachelor en/of master. 

## Situering GPB
In de Vlaamse centra voor volwassenenonderwijs, departement lerarenopleiding kan men aanvullend op het basisdiploma, het "Getuigschrift pedagogische bekwaamheid" (GPB) behalen. In Vlaanderen werden er vanaf 2007 22 GPB-opleidingen aangeboden.

## Structuur GPB
Deze opleiding is sinds geruime tijd modulair gestructureerd. Dat houdt in dat men per semester een aantal modules kan opnemen waarvoor men een deelexamen aflegt en een getuigschrift bekomt. Als men alle modules doorlopen heeft bekomt men het Getuigschrift van Pedagogische Bekwaamheid. 

De totale duur van de cursus is afhankelijk van het aantal modules dat men per semester opneemt. Met een belasting van 8 studie-uren per week (dat wil zeggen twee avonden per week of één avond en een zaterdagvoormiddag per week) duurt de totale opleiding vier semesters. Men moet alle modules doorlopen in maximaal 4 jaar of 8 semesters, zo niet vervallen de deelattesten. De opleiding is heel flexibel opgevat: men kan zelf het wat, waar en wanneer kiezen.

## Doelgroep
Deze cursus wordt meestal aangevat door mensen die geen pedagogische vakken in hun pakket hadden tijdens hun beroepsopleiding. Na het behalen van het diploma kunnen bijvoorbeeld architecten les geven aan het deeltijds kunstonderwijs. Schrijnwerkers verwerven aldus onderwijsbevoegdheid om in het TSO of BSO de praktijkvakken houtbewerking te onderwijzen, kapsters kunnen opleidingen in "haarzorg" geven, koks kunnen opleidingen hotel en restaurant verzorgen, enz. De verdeling in klasgroepen gebeurt op basis van de gevolgde vooropleiding om alzo ook de vakdidactische component aan bod te laten komen.
Wie geen Getuigschrift Pedagogische Bekwaamheid heeft, noch een pedagogisch diploma haalde kan toch lesgeven indien men beschikt over een universitair diploma.

## Beoogde competenties
Elke module heeft als doel een bijzondere pedagogische competentie te verwerven. Deze competentie bepaalt de inhoud van de module. Men onderscheidt de volgende basiscompetenties met aansluitend een verdere omschrijving
- maatschappelijke en beroepsgerichte competentie: "onderwijs en maatschappij" en "leerkracht en verantwoordelijkheid"
- pedagogisch organisatorische competentie: "communicatie en overleg", "begeleiding" en "groepsmanagement"
- psycho-pedagogische competentie: inleiding in de leerpsychologie
- didactische competentie met de vier basismodules die in deze volgorde moeten gevolgd worden: "didactische competentie algemeen" DCA, "praktijkinitiatie" DCP, "oefenlessen" DCO met een examen voor een externe jury; deze module rondt men af met een stage extra muros DCS die buiten een luisterstage ook specifieke werkopdrachten bevat voor de leraar als partner van externen en kennisname van een evaluatiesysteem.

De verschillende modules kan men best in deze volgorde doorlopen. Alzo realiseert de cursist een optimaal leertraject.

## Beroepsperspectief
Gedegen vakmensen met voldoende jaren praktijkervaring met een GPB-opleiding, zijn gewild als technisch leraar in beroepsopleidingen. Daarbij nemen zij hun jaren nuttige ervaring mee, met als gevolg een verhoging bij de start van de anciënniteit en hogere aanvangsverloning. De opgeleide vakmensen zijn ook bekwaam om de geïntegreerde proeven (GIP) te begeleiden, nijverheidsstages op te volgen en alzo linken te leggen naar het latere beroepsleven van de leerlingen.

## Voetnoot
1. ↑  SLO (aan de Universiteit Gent als voorbeeld)